# Trường Xuân, Đồng Tháp
Trường Xuân là một xã của tỉnh Đồng Tháp, Việt Nam.

## Địa lý
Xã Trường Xuân có vị trí địa lý:
- Phía đông và bắc giáp tỉnh Tây Ninh.
- Phía đông nam giáp xã Tháp Mười và Đốc Binh Kiều.
- Phía tây giáp xã Phương Thịnh.
- Phía tây bắc giáp xã Phú Cường.
- Phía tây nam giáp xã Ba Sao.
- Phía nam giáp xã Mỹ Quí.

### Rừng
Khoảng 1/5 diện tích xã là rừng, với gần 13 km²/66 km², bao gồm:
- Rừng phòng hộ: 1.033,97 ha, với tên gọi Rừng phòng hộ môi sinh Bắc Tháp Mười, thuộc địa bàn ấp 6A và ấp 6B.[4]
- Rừng của hộ dân: 242,94 ha[4]

## Lịch sử
Quyết định số 382-CP ngày 27 tháng 12 năm 1980 của Hội đồng Chính phủ, chia xã Hưng Thạnh thành hai xã lấy tên là xã Hưng Thạnh và xã Trường Xuân.
Quyết định số 4-CP ngày 05 tháng 01 năm 1981 của Hội đồng Chính phủ, chia huyện Cao Lãnh thành hai huyện lấy tên là huyện Cao Lãnh và huyện Tháp Mười, xã Trường Xuân thuộc huyện Tháp Mười.
Nguồn gốc tên Trường Xuân là từ một nhà cách mạng tên thật Phan Văn On, người gốc Quảng Ngãi, sinh năm 1905. Ông tham gia Cách mạng năm 1938, được Chủ tịch nước truy tặng danh hiệu: Anh hùng lực lượng vũ trang nhân dân ngày 21 tháng 10 năm 2014. Vợ ông là Ngô Thị Mẹo cũng đã được Nhà nước truy tặng Danh hiệu Vinh dự Nhà nước Bà mẹ Việt Nam anh hùng. Hai người con của ông cũng là liệt sĩ. Tháng 8 năm 1951, chính quyền Cách mạng tại địa phương lấy tên cách mạng Trường Xuân của Phan Văn On đặt tên cho xã.
Vào năm 2021, hoàn thành đặt tên 21 tuyến đường trong xã: Nguyễn Văn Tiếp, Dương Văn Dương, Nguyễn Thị Lựu, Trần Văn Năng, Nguyễn Xuân Trường, Trần Thị Bích Dung, Phạm Thị A, Trương Tấn Minh, Ngô Thị Mẹo, Nguyễn Thanh Phong, Nguyễn Văn Hưởng, Nguyễn Hiến Lê, Nguyễn Tấn Kiều, Phan Văn On, Nguyễn Thế Hữu, Trần Anh Điền, Võ Duy Dương, Nhiêu Chấn, Lê Văn Bé, Nguyễn Văn Cẩn, Võ Văn Kiệt. Trong đó 18 đường nhựa, 3 đường đan.
Ngày 16 tháng 6 năm 2025, Ủy ban Thường vụ Quốc hội ban hành Nghị quyết số 1663/NQ-UBTVQH15 về việc sắp xếp các đơn vị hành chính cấp xã của tỉnh Đồng Tháp năm 2025. Theo đó, sắp xếp toàn bộ diện tích tự nhiên, quy mô dân số của xã Thành Lợi và Trường Xuân thành xã mới có tên gọi là xã Trường Xuân.
Sau khi sáp nhập, xã Trường Xuân có 113,76 km² diện tích tự nhiên và dân số 18.124 người.

## Kinh tế - xã hội
Giao thông chính trong xã là trục đường tỉnh 845 theo hướng bắc - nam, chệch hướng tây bắc - đông nam, là đường nhựa được nâng cấp vào năm 2021. Trục đường tỉnh 844 cắt ngang xã ở phía bắc theo hướng tây-đông, giao với đường 845. Phần phía bắc xã là ngã tư kênh, nơi giao nhau bởi 4 con kinh Phước Xuyên, kinh Dương Văn Dương (đi Long An), kinh Tư Mới (đi Tiền Giang) và kinh An Long (đi Tam Nông).
Hầu hết dân cư tập trung ở khu vực quanh chợ Trường Xuân nằm ở cực bắc của xã, về hướng tây của chợ là Cụm công nghiệp Trường Xuân, với diện tích 93 ha gồm khu nhà máy xay xát lúa gạo và khu sản xuất thực phẩm, bánh kẹo.
Chợ Trường Xuân là một trong những chợ cá đồng lớn nhất Đồng bằng sông Cửu Long. Chợ nằm cặp bờ kênh Tứ hay kênh Tư, chính thức thành lập vào năm 2007. Trong thời gian 2011-2013, trung bình chợ tiêu thụ 6- 7 tấn cá đồng, 5 tấn cua đồng mỗi ngày với thường xuyên khoảng 17 đến 30 vựa thu mua và hàng chục hộ mua bán lẻ từ khắp các tỉnh trong vùng gồm Đồng Tháp, Tây Ninh, Vĩnh Long,...cùng khoảng 200 ghe xuồng thường xuyên ra vào. Hoạt động mua bán các loại cá đồng từ cá lóc, trê vàng, trê trắng, cá rô, cá chạch, cá sặt, cá linh, cá trèn, đến cua, rắn, chuột, ếch,... Hàng hóa mang về TP.HCM, Cần Thơ,... Chợ nhộn nhịp nhất vào giữa tháng 8 và tháng 9, hoạt động chủ yếu từ 8 giờ sáng đến 6 giờ chiều.
Khá xa ở góc tây nam xã có một chợ nhỏ là chợ Kinh Hội.
Phần lớn dân cư trong xã sống bằng nông nghiệp, với nghề trồng lúa nước là chính. Phía đông xã là rừng tràm của các hộ nông dân phân bố rộng khắp, xen kẽ với các cánh đồng lúa, có 97 hộ sở hữu đất rừng vào năm 2020. Tràm được trồng để cung cấp gỗ. Nhiều hộ dân cũng nuôi trồng thủy sản.

## Thư viện ảnh

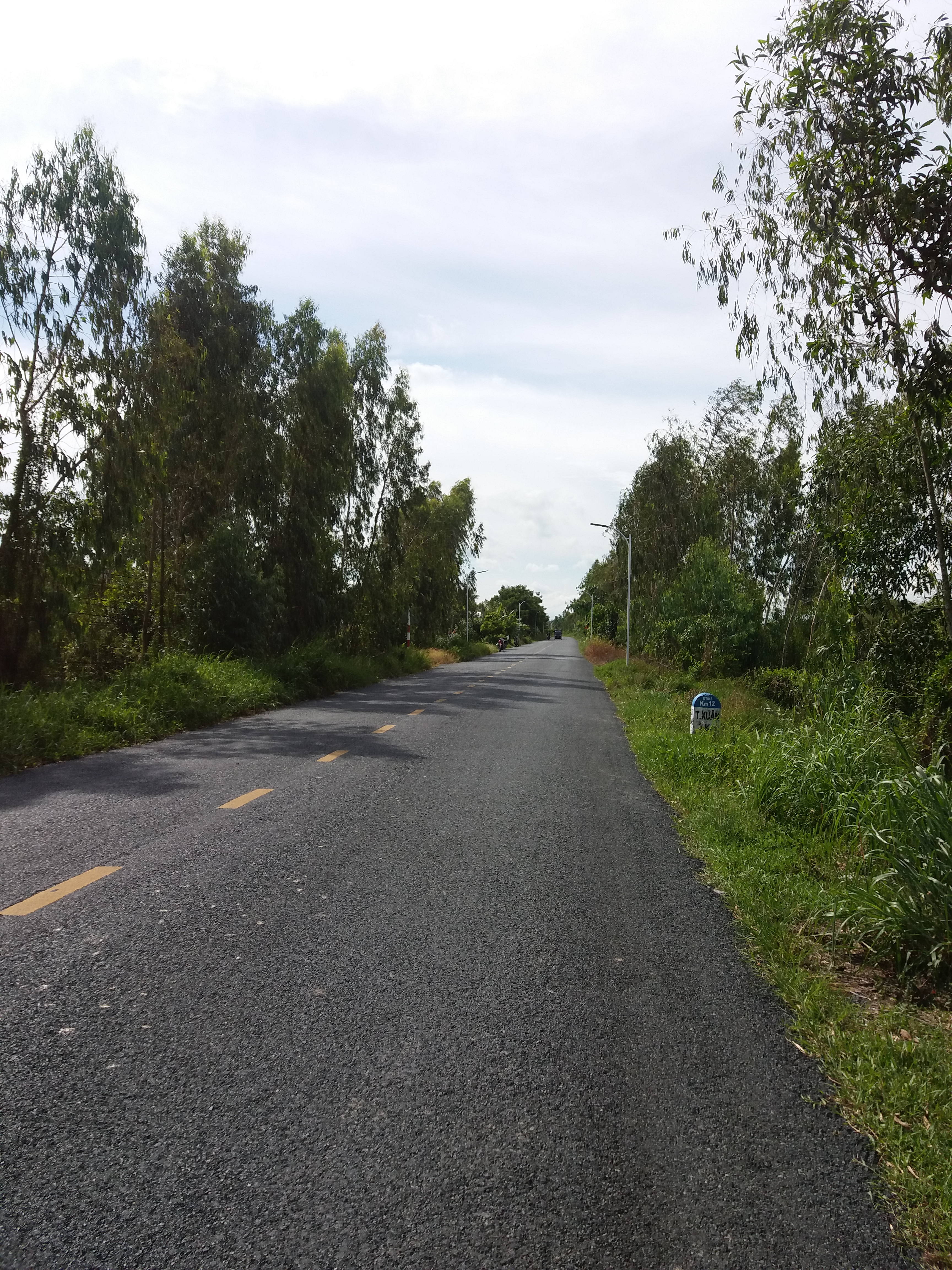
Đường từ Mỹ An chạy về chợ Trường Xuân.
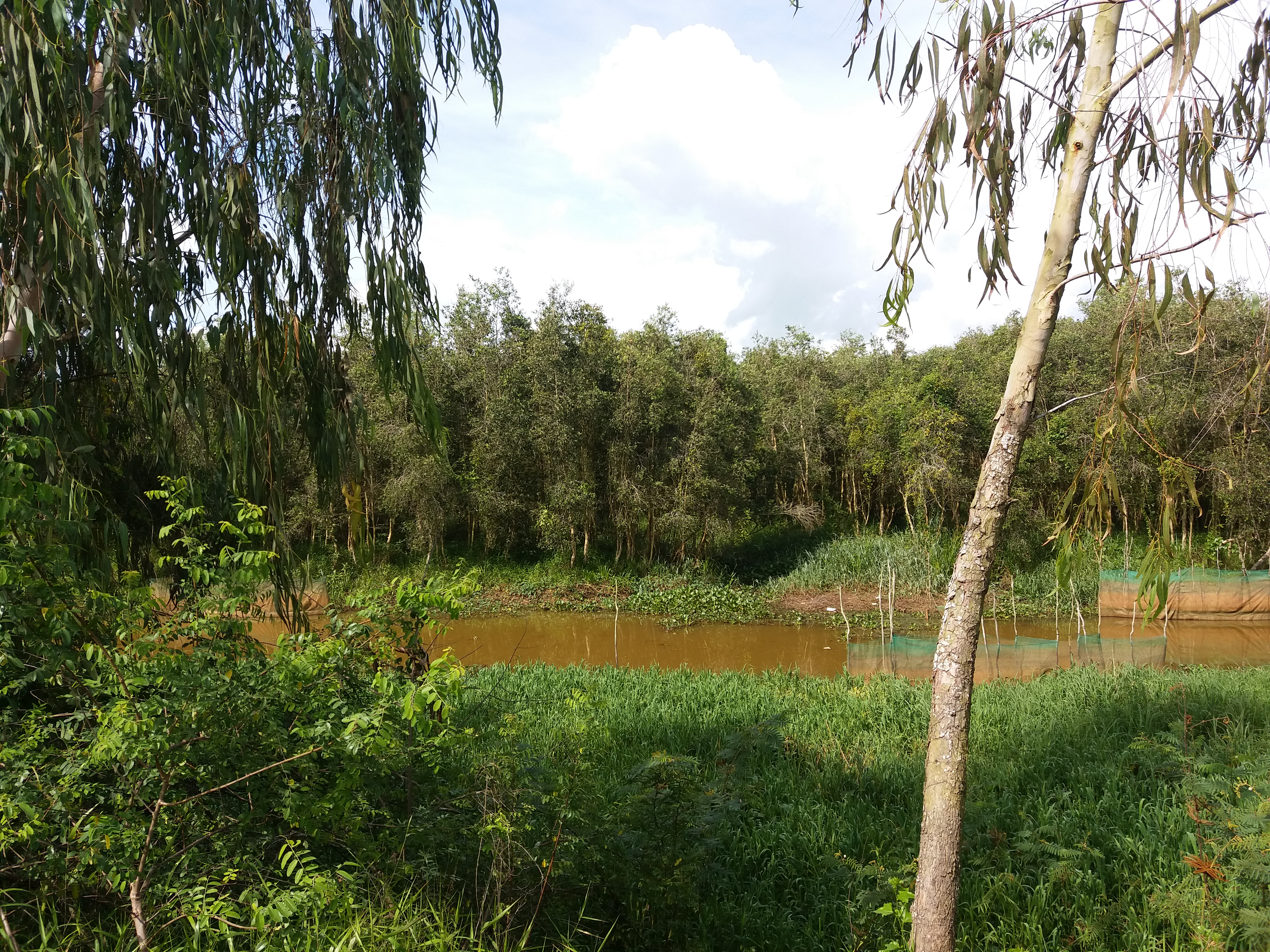
Một cánh rừng tràm trong xã.
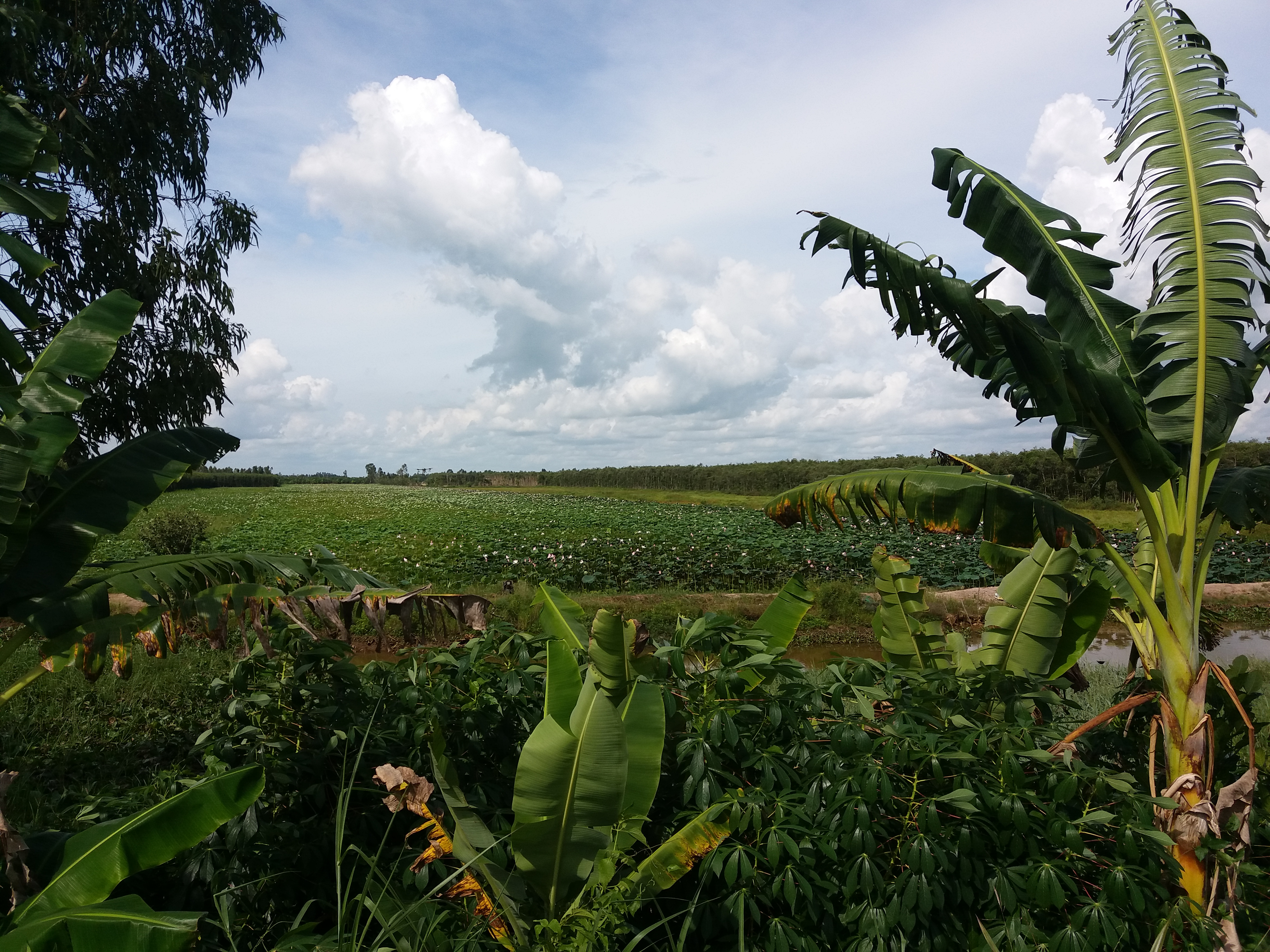
Một cánh đồng sen.
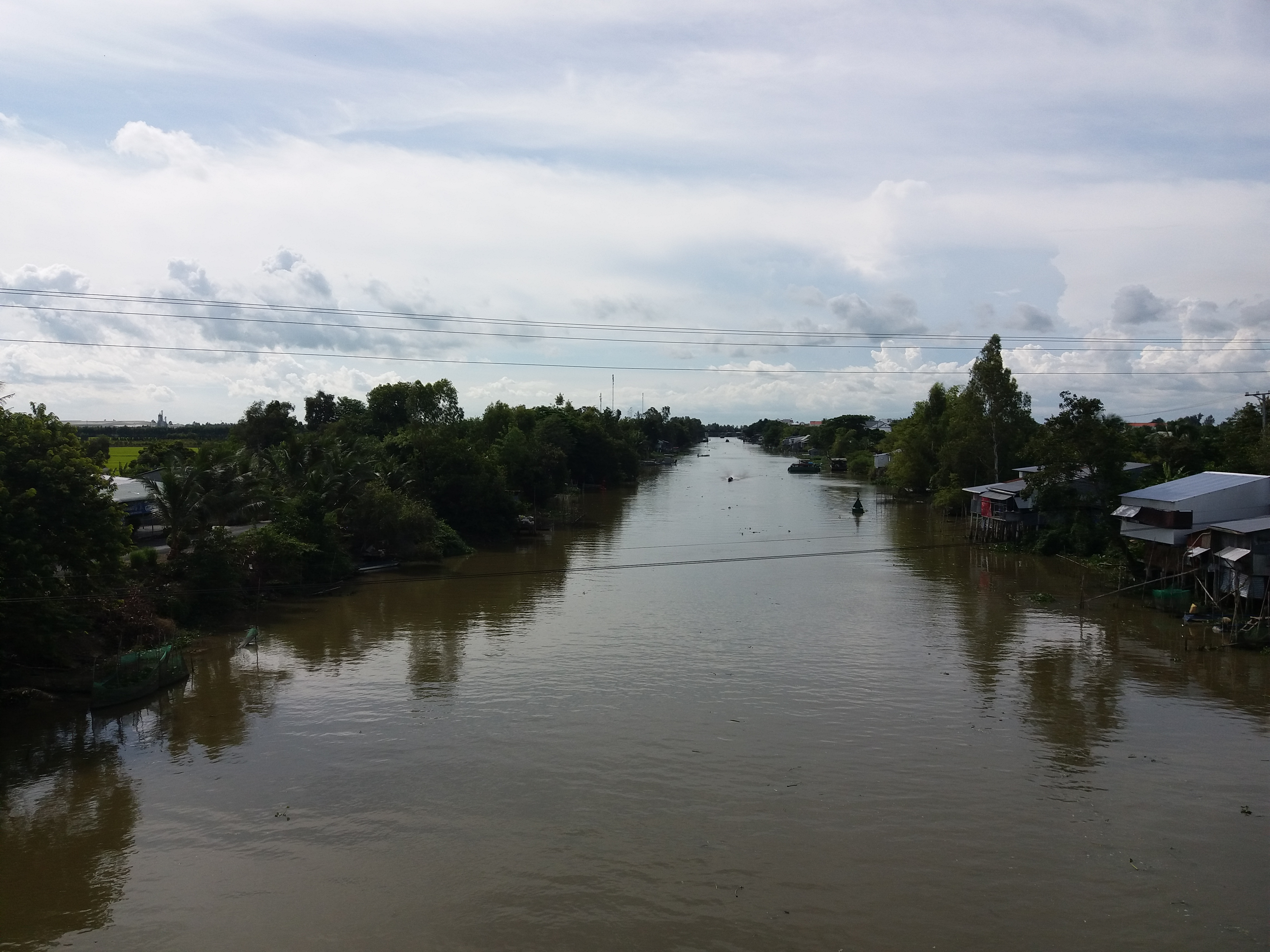
Kênh Tư.
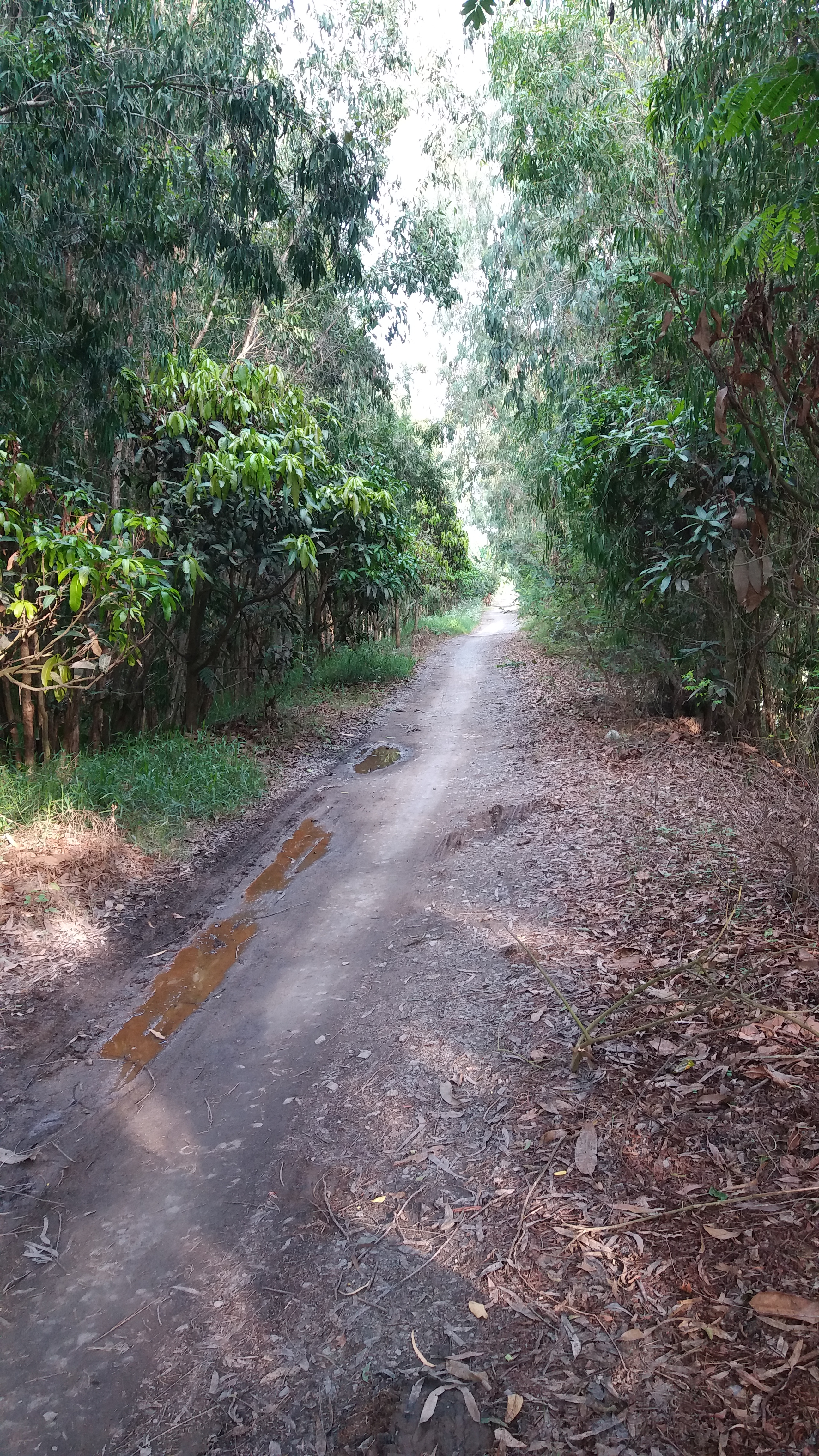
Một con đường ở xã.
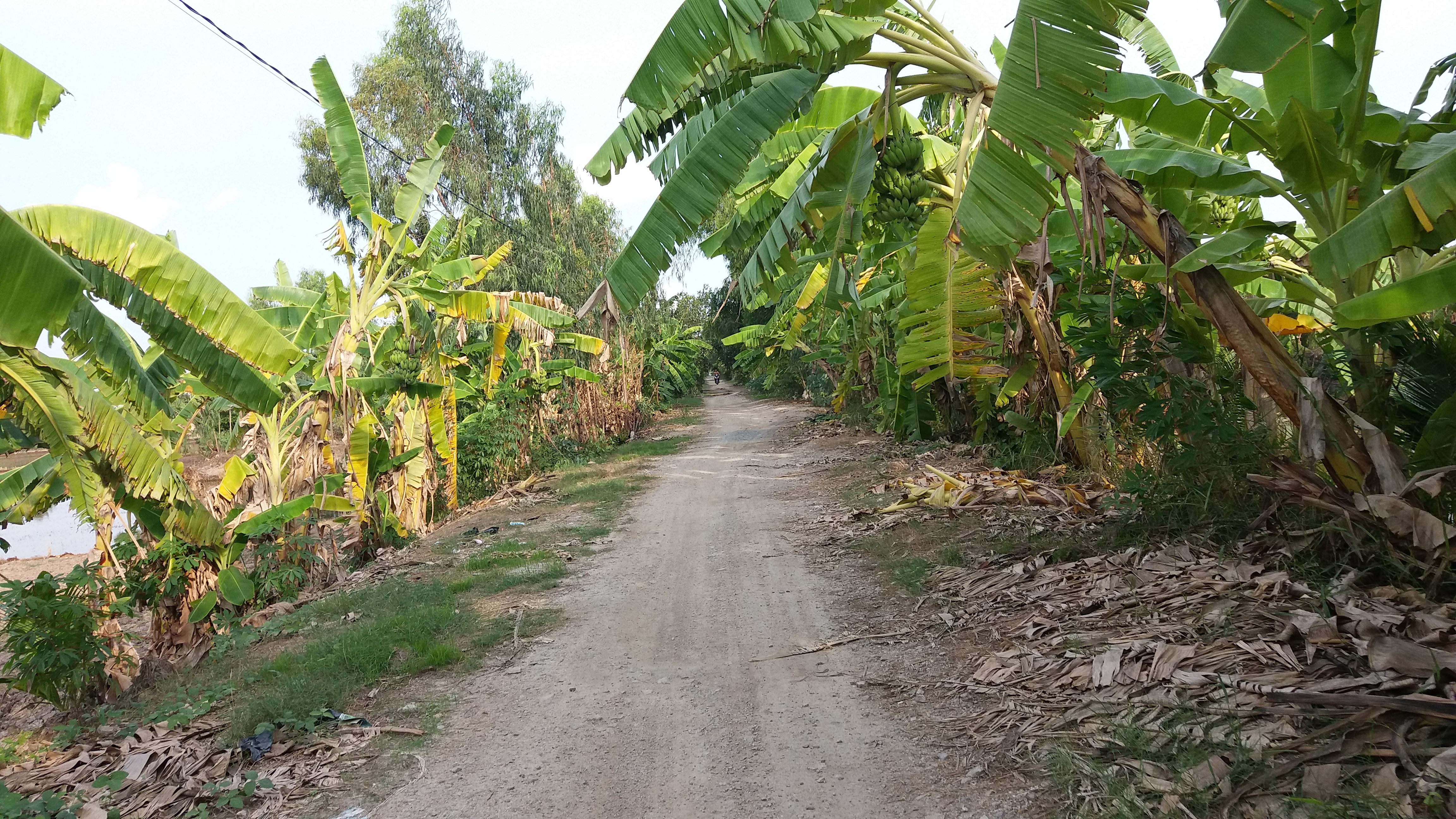
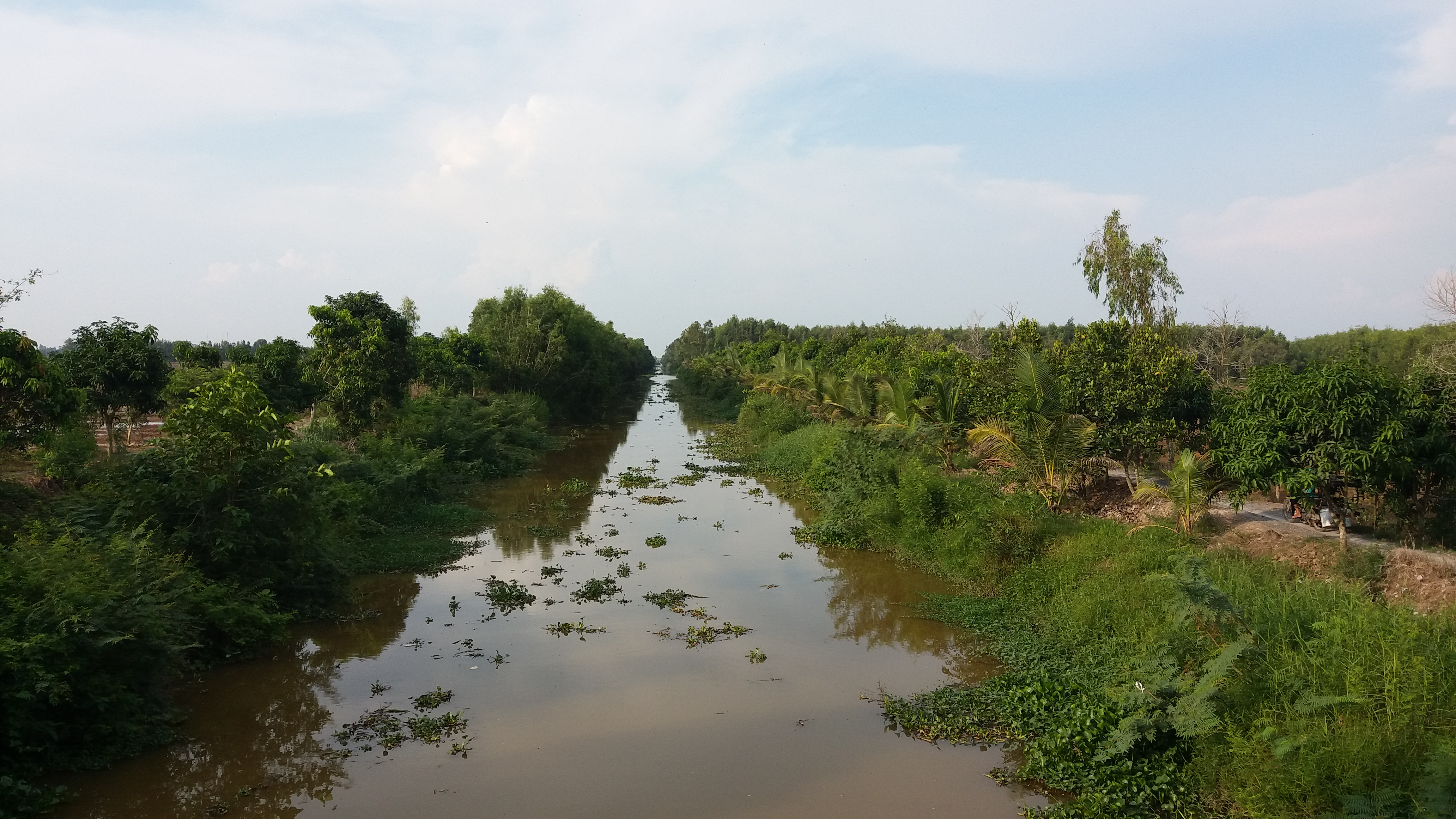
Một con kênh ở xã.
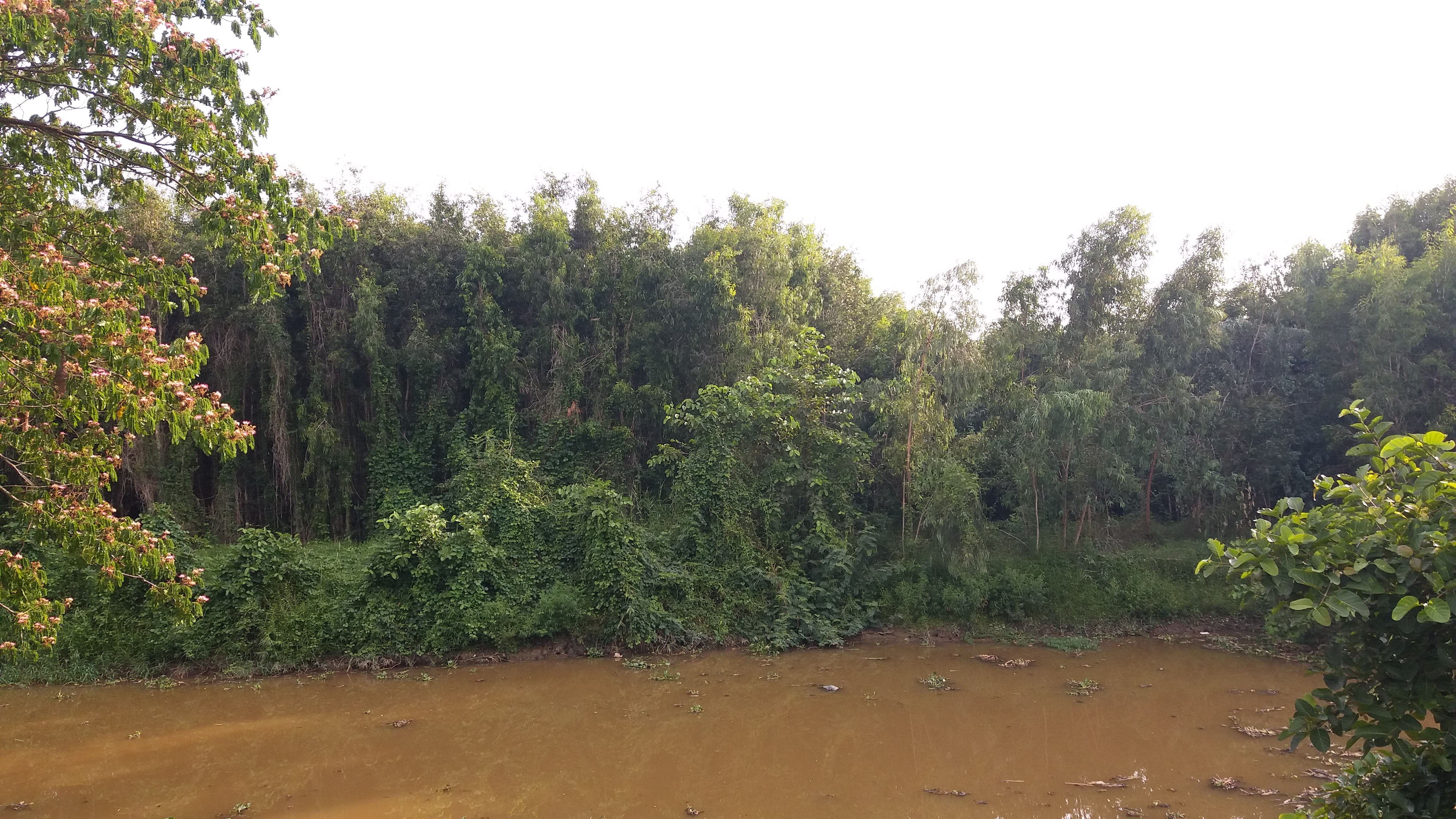
Rừng trong xã.
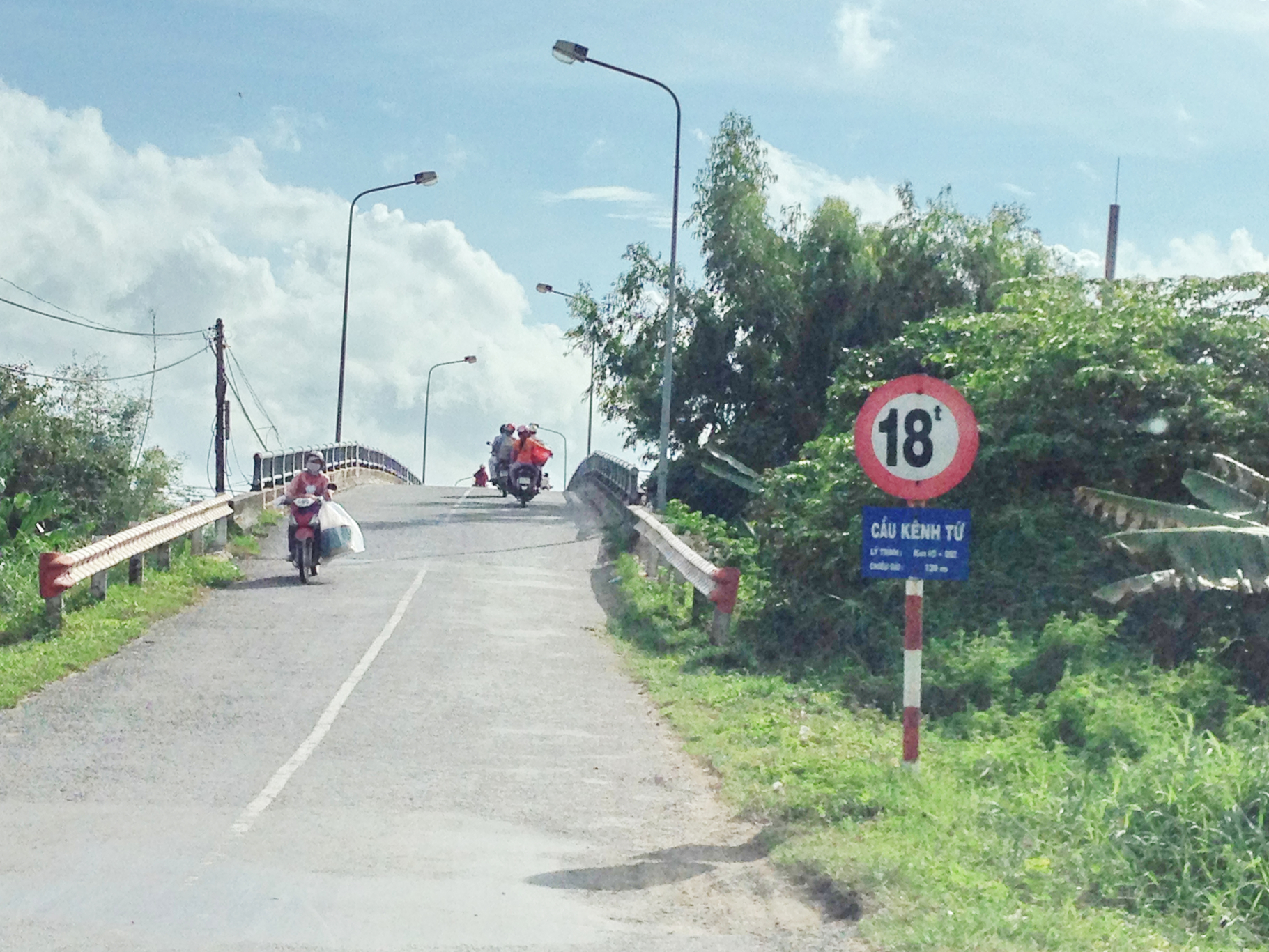
cầu Kênh Tư.